# Cyclopina longicornis
Cyclopina longicornis är en kräftdjursart som beskrevs av Boeck 1872. Cyclopina longicornis ingår i släktet Cyclopina och familjen Cyclopinidae. Inga underarter finns listade i Catalogue of Life.